# Олссон, Гаррик
Гаррик Олссон (англ. Garrick Ohlsson; род. 3 апреля 1948, Нью-Йорк) — американский пианист.

## Биография
Гаррик Олссон родился 3 апреля 1948 года в Нью-Йорке. Окончил Джульярдскую школу, где занимался сначала у Саши Городницкого, а в 1968—1971 гг. у Розины Левиной и Ольги Барабини. Консультировался также у Клаудио Аррау и Ирмы Вольпе.
Гаррик Олссон — обладатель первых премий трёх престижных международных конкурсов: имени Бузони (1966), Монреальского (1968) и имени Шопена (1970). В 1969 г. по инициативе своего продюсера Сола Юрока предпринял большое европейское турне, а на волне шопеновского успеха в Варшаве — ещё и американское, включавшее концерты в более чем 40 городах.

## Награды
Лауреат Премии Эвери Фишера (1994) за выдающиеся заслуги в исполнении академической музыки.